# 2006 BC8 (planetka)
2006 BC8 je planetka patřící do Apollonovy skupiny a spadá současně mezi objekty pravidelně se přibližující k Zemi (NEO). Protože se v budoucnu může značně přiblížit k Zemi, byla zařazena též mezi nebezpečné planetky (PHA). Její dráha však zatím není definitivně stanovena, proto jí nebylo dosud přiděleno katalogové číslo.

## Popis objektu
Vzhledem k tomu, že byla pozorována pouze po dobu jednoho týdne během mimořádného přiblížení k Zemi, nestihli astronomové zpracovat spektroskopická pozorování. Proto o jejím chemickém složení není nic známo. Její průměr je odhadován na základě hvězdné velikosti a protože není známo ani albedo jejího povrchu, je proto značně nejistý, stejně jako údaje o hmotnosti a střední hustotě, uvedené v připojené tabulce.

## Historie
Planetku poprvé pozorovali 23. ledna 2006 kolem 10:00 světového času (UTC) jednometrovým dalekohledem vybaveným CCD kamerou na Lincoln Laboratory Observatory astronomové M. Bezpalko, L. Manguso, D. Torres, R. Kracke a A. Milner. Ještě předtím téhož dne v 06:08 UTC prolétla planetka v minimální vzdálenosti 1,8 milionu kilometru od středu Země. Vzhledem k této poměrně velké vzdálenosti nebyl její zdánlivý pohyb po obloze extrémně velký, proto byla pozorována až dosud (do 30. ledna 2006). Pozorování se účastnila celá řada hvězdáren, včetně observatoře na Kleti, která byla prozatím poslední. Pozorovací podmínky budou umožňovat jeho sledování prakticky do konce února 2006, kdy jeho zdánlivá hvězdná velikost klesne ze současné hodnoty 20m na 24m.

## Výhled do budoucnosti
Na základě dosavadních pozorování byla planetka zařazena mezi potenciálně nebezpečné. Její dráha se téměř protíná se zemskou a proto může v budoucnosti dojít ke kolizi obou těles, i když je to značně nepravděpodobné. K prvnímu nebezpečnému přiblížení dojde 23. ledna 2066. Celková kumulativní pravděpodobnost srážky v období let 2066 až 2103 je velmi nízká a odhaduje se na 3,1×10−6.
Z očekávaných dřívějších opětovných přiblížení této planetky k Zemi bude zajímavý průlet kolem Země 25. července 2046, kdy by měla minout Zemi ve vzdálenosti 432 tis. km (největší možné přiblížení vzhledem k nepřesnosti parametrů dráhy by mohlo být dokonce až 294 tis. km).